# Musée maritime de Melbourne
Le musée maritime de Melbourne, renommé Voilier et musée Polly Woodside, géré par le National Trust d'Australie, est situé à South Wharf sur la rivière Yarra dans la ville de Melbourne, État de Victoria en Australie.
Il abrite le trois-mâts barque Polly Woodside, un ancien cargo à voile et à coque en fer, lancé en 1885 au Royaume-Uni et maintenant navire musée restauré. Le navire réside dans une cale sèche à parois en bois d'origine. Cette cale sèche a été utilisée pour la réparation et l'entretien des navires pendant plus de 100 ans.
Les bâtiments historiques du site comprennent une station de pompage et une chaufferie pour le pompage de l'eau de la cale sèche. Un bâtiment annexe abrite des expositions, des objets et des modèles du Polly Woodside relatifs à sa carrière professionnelle.
Le musée est une attraction populaire pour les écoliers et propose des programmes éducatifs étendus pour les élèves des écoles primaires et secondaires. Les installations du site comprennent la galerie interactive, une boutique de souvenirs et une aire de pique-nique. Les événements réguliers incluent les dimanches pirates le premier dimanche de chaque mois.
Polly Woodside est ouvert aux visiteurs les samedis et dimanches, de 10h à 16h et tous les jours des vacances scolaires de la région.